# Pont Saint-Louis
Pont Saint-Louis er en bro, der krydser Seinen i Paris' 4. arrondissement. Den forbinder de to naturlige øer i Seinen, Île de la Cité og Île Saint-Louis.

## Historie
Den nuværende bro er den syvende faste forbindelse mellem de to øer siden 1630. Pont Saint-Landry (1630-1634) var den første af disse broer.
I 1717 blev der genopført en træbro med syv buer og kaldt "Pont Rouge" på grund af dens farve. Den blev ødelagt i 1795. I 1804, under ledelse af ingeniør Dumoustier, blev der opført en ny to-buet bro, 70 meter lang og 10 meter bred, og primært udført i eg. Den blev revet ned i 1811, og en hængebro erstattede den i 1842. Tyve år senere blev denne bro erstattet af en bro i metal, med en enkelt bue over 64 meter. I 1939 blev metalbroen revet ned. I 1941 blev den tidligere bro erstattet af en passerelle (fodgængerbro), der lignede et jernbur. I 1968 påbegyndtes opførelsen af den nuværende bro, som blev indviet i 1970.

## Eksterne links
- Wikimedia Commons har flere filer relateret til Pont Saint-Louis
- (På fransk) Structurae

48°51′10″N 2°21′10″Ø / 48.852783°N 2.352788°Ø